# Pieter Schuyler

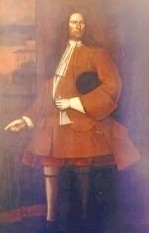
Pieter Schuyler

Pieter Schuyler (* 17. September 1657 im heutigen Albany, New York; † 19. Februar 1724 ebenda), ausgesprochen Skyler, war in den Jahren 1708 und 1709 sowie nochmals von 1719 bis 1720 kommissarischer Gouverneur der Provinz New York.

## Leben
Pieter Schuyler wurde am 17. September 1657 in der damaligen Stadt Beverwijck in Nieuw Nederland geboren. Seine Eltern waren der aus Amsterdam ausgewanderte Bäckersohn Philip Pieterse Schuyler (1628–1683) und Margarita Van Slichtenhorst (1627–1710).
Nachdem im Jahr 1664 die Kolonie von den Engländern übernommen worden war, erhielt die Stadt den Namen Albany und die bis dahin niederländische Kolonie wurde zur Provinz New York. In seinen jüngeren Jahren war er, wie sein Vater und sein Bruder David Pieterse Schuyler, im Pelzhandel tätig. Später erwarb er größere Ländereien in der Umgebung von Albany und in der inzwischen englischen Provinz New York. Er trat der Miliz von Albany bei, in der er bis zu Oberst aufstieg. Daneben war er auch noch als Richter tätig. Nach dem Albany offiziell zur Stadt erhoben wurde, wurde Schuyler deren erster Bürgermeister. Dieses Amt bekleidete er zwischen 1686 und 1694. Gleichzeitig leitete er den dortigen Ausschuss für Indianerangelegenheiten. In seine Amtszeit als Bürgermeister von Albany fiel auch die Leisler Rebellion (1691). Im Jahr 1692 wurde er als erster Bürger von Albany in das Oberhaus der Provinz von New York berufen, dessen Mitglieder nicht gewählt, sondern vom Kolonialgouverneur berufen wurden. Bis 1721 blieb er Mitglied in diesem Gremium.
In den Jahren 1708 und 1709 war Pieter Schuyler jeweils für wenige Tage kommissarischer Kolonialgouverneur von New York. Das ergab sich aus seiner Mitgliedschaft im Oberhaus der Provinz, dessen dienstältestes Mitglied er 1708 war. Aus dem gleichen Grund übernahm er das Amt des Kolonialgouverneurs im Jahr 1719 erneut, und zwar wieder nur kommissarisch. Dabei überbrückte er die Zeit zwischen der Abberufung von Robert Hunter und der Ankunft von dessen Nachfolger William Burnet im Jahr 1720. Der neue Gouverneur verfügte im Jahr 1721 die Abberufung Schuylers aus dem kolonialen Oberhaus.
Neben seinen erwähnten Tätigkeiten bewirtschaftete Schuyler seine Güter in der Provinz New York. Im Jahr 1710 reiste er nach England, wo er fünf Häuptlinge der Irokesen (Four Iroquois Kings) dem englischen Hof unter Königin Anne vorstellte. Er starb am 19. Februar 1724.
Die Familie Schuyler spielte in der weiteren in Entwicklung der Kolonie und dann auch am Ende des 18. und im beginnenden 19. Jahrhundert im neuen US-Bundesstaat New York eine wichtige Rolle. Sie erwarb umfangreichen Grundbesitz und gehörte neben den schottischstämmigen Livingstons um Robert R. Livingston, dem Familienclan um George Clinton und seinen Neffen DeWitt Clinton sowie den niederländischstämmigen Van Rensselaer zu den beherrschenden Familien der Kolonie und später des Bundesstaates. Zu den bekanntesten Vertretern der Familie gehörte ein Enkel von Pieters Bruder Johannes Schuyler (1668–1747), der 1703–06 Bürgermeister von Albany war, der General im Unabhängigkeitskrieg und Senator Philip Schuyler.